# Jelena Zamolodtsjikova
Jelena Michailovna Zamolodtsjikova (Russisch: Елена Михайловна Замолодчиков) (Moskou, 19 september 1982) is een voormalig turnster uit Rusland. Ze vertegenwoordigde haar vaderland op de Olympische Zomerspelen 2000 in Sydney en op de Olympische Zomerspelen 2004 in Athene. 
Zamolodtsjikova was de eerste turnster die het naar haar vernoemde 'Zamolodtsjikova' element op de sprong, een tsukahara gevolgd door een dubbele schroef, en de 'Zamolodtsjikova' opsprong op de balk uitvoerde, een yurchenko gevolgd door een hele draai om de lengteas en een buikdraai om de balk.
Na haar topsportcarrière is Zamolodtsjikova trainster geworden voor beginnende turnsters en is ze een FIG gecertificeerd internationaal jurylid.
In 2015 kreeg Zamolodtsjikova een plaats in de 'International Gymnastics Hall of Fame'.

## Resultaten

### Olympische Zomerspelen
| Jaar | Plaats | Resultaten                                               |
| ---- | ------ | -------------------------------------------------------- |
| 2000 | Sydney | Team meerkamp · 6e Individuele meerkamp · Sprong · Vloer |
| 2004 | Athene | Team meerkamp · 4e Sprong                                |

### Wereldkampioenschappen
| Jaar | Plaats    | Resultaten                                    |
| ---- | --------- | --------------------------------------------- |
| 1999 | Tianjin   | Team meerkamp · Individuele meerkamp · Sprong |
| 2001 | Gent      | Team meerkamp                                 |
| 2002 | Debrecen  | Sprong                                        |
| 2003 | Anaheim   | 6e Team meerkamp · Sprong                     |
| 2005 | Melbourne | 16e Individuele meerkamp 4e Sprong 4e Vloer   |
| 2006 | Aarhus    | Team meerkamp · 6e Sprong                     |
| 2007 | Stuttgart | 8e Team 8e Sprong                             |

### Europese kampioenschappen
| Jaar | Plaats          | Resultaten                                                      |
| ---- | --------------- | --------------------------------------------------------------- |
| 1998 | Sint Petersburg | Team meerkamp · 4e Sprong                                       |
| 2000 | Parijs          | Team meerkamp · Individuele meerkamp · Sprong · Balk · 8e Vloer |
| 2002 | Patras          | Team meerkamp · 4e Sprong                                       |
| 2004 | Amsterdam       | Team meerkamp · Individuele meerkamp · Sprong · 7e Balk         |
| 2005 | Debrecen        | 5e Sprong 8e Vloer                                              |

### Top scores
Hoogst behaalde scores op mondiaal niveau (Olympische Spelen of Wereldkampioenschap finales).
| Onderdeel            | Score  | Wedstrijd                          | Locatie |
| -------------------- | ------ | ---------------------------------- | ------- |
| Individuele meerkamp | 38.687 | Wereldkampioenschappen turnen 1999 | Tianjin |
| Sprong               | 9.731  | Olympische Zomerspelen 2000        | Sydney  |
| Vloer                | 9.850  | Olympische Zomerspelen 2000        | Sydney  |